# Атлетика на Универзијади 1965 — жене
На III Летњој универзијади 1965. која је одржана у Будимпешти, Мађарска од 20. августа до 28. августа 1965, такмичење у атлетици се одвијало на Неп стадиону.
У женској конкуренцији такмичило се у 10 дисциплина.
Највише успеха је имала репрезентација СССР која је освојила укупно 9 медаља од чега 4 златне, 2 сребрне и 3 бронзане.
| Дисциплина    | Злато                 | Сребро              | Бронза           |
| ------------- | --------------------- | ------------------- | ---------------- |
| 100 м         | Ирена Кирзенстејн     | Михелина Кобјан     | Liz Gill,        |
| 200 м         | Ирена Кирзенстејн     | Михелина Кобјан     | Liz Gill,        |
| 800           | Лајн Ерик             | Antje Gleichfeldt   | Еби Хофман       |
| 80 препоне    | Данута Стражинска     | Снежана Керкова     | Татјана Илијина  |
| 4x100 штафета | Совјетски Савез       | Пољска              | Мађарска         |
| Скок увис     | Јорднка Благојева     | Клара Пишкарјева    | Невенка Мрињек   |
| Скок удаљ     | Татјна Шчелканова     | Виорика Вископољану | Дороти Сандер    |
| Бацање кугле  | Тамара Прес           | Надежда Чизова      | Јудит Богнер     |
| Бацање диска  | Jolán Kleiber-Kontsek | Јудит Штугнер       | Тамара Прес      |
| Бацање копља  | Михаела Пенес         | Мишел Деми          | Валентина Попова |

## Биланс медаља
| Плас. | Држава           | Злато | Сребро | Бронза | Укупно |
| ----- | ---------------- | ----- | ------ | ------ | ------ |
| 1     | Совјетски Савез  | 4     | 2      | 3      | 9      |
| 2     | Пољска           | 3     | 1      |        | 4      |
| 3     | Мађарска         | 1     | 1      | 2      | 4      |
| 4     | Бугарска         | 1     | 1      |        | 2      |
| 4     | Румунија         | 1     | 1      |        | 2      |
| 6     | Куба             |       | 2      |        | 2      |
| 7     | Западна Немачка  |       | 1      | 1      | 2      |
| 8     | Француска        |       | 1      |        | 1      |
| 9     | Велика Британија |       |        | 2      | 2      |
| 10    | Канада           |       |        | 1      | 1      |
| 10    | СФР Југославија  |       |        | 1      | 1      |
|       | Укупно (10)      | 10    | 10     | 10     | 30     |